# Tolerancje kierunku
Tolerancje kierunku ograniczają odchyłki kierunku. W większości przypadków tolerancje kierunku wymagają określenia bazy, dlatego w normie ISO 1101 są one zakwalifikowane jako tolerancje geometryczne względem bazy (ang. geometrical tolerances related to datum).
W normie ISO 1101 tolerancja geometryczna określona jest jako obszar (pole tolerancji), w którym powinna zawierać się powierzchnia lub linia elementu rzeczywistego. Od roku 2017 obowiązuje czwarta edycja normy ISO 1101:2017 która zastąpiła normę ISO 1101:2012.
Tolerancje kierunku dzielimy na:
1. Równoległość (ang. parallelism)
2. Prostopadłość (ang. perpendicularity)
3. Nachylenie (ang. angularity)
4. Profil linii (ang. line profile)
5. Profil powierzchni (ang. surface profile)

## Równoległość
Może dotyczyć dwóch płaszczyzn, prostej i płaszczyzny, dwóch prostych (osi) na płaszczyźnie i dwóch prostych (osi) w przestrzeni. W ostatnim przypadku rozróżnia się dodatkowo równoległość w płaszczyźnie normalnej do wspólnej. Odpowiednie dla poszczególnych przypadków postaci pola tolerancji pokazano na rys. 1, 2 i 3.

Równoległość
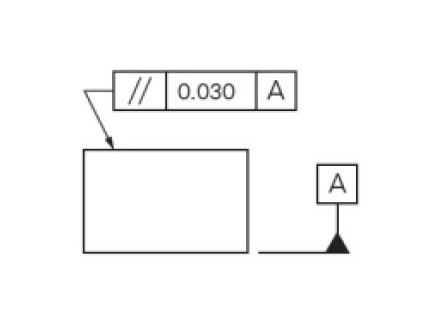
Rys. 1. Równoległość płaszczyzn.
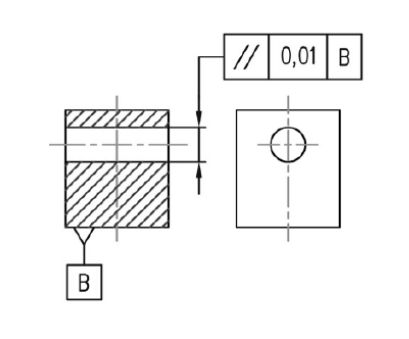
Rys. 2. Równoległość prostej względem płaszczyzny.
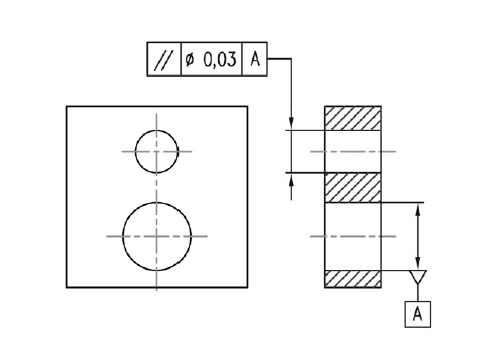
Rys. 3. Równoległość prostych

## Prostopadłość
Prostopadłość może dotyczyć dwóch płaszczyzn, płaszczyzny lub prostej (osi) względem prostej (osi), prostej (osi) względem płaszczyzny w wyznaczonym kierunku oraz prostej (osi) względem płaszczyzny. Wybrane przypadki przedstawiono na rysunkach 4, 5 i 6.

Prostopadłość
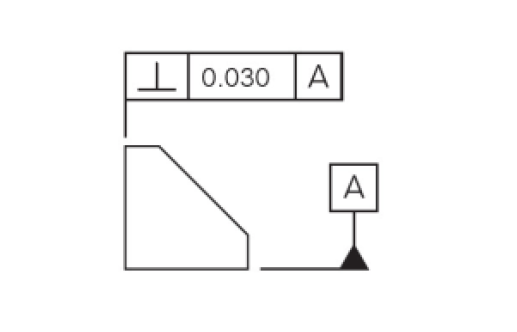
Rys. 4. Prostopadłość płaszczyzn.
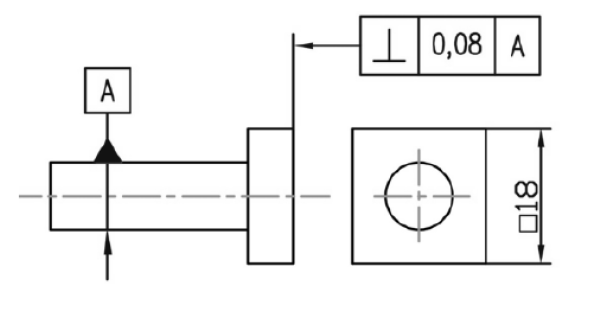
Rys. 5. Prostopadłość płaszczyzny względem prostej.
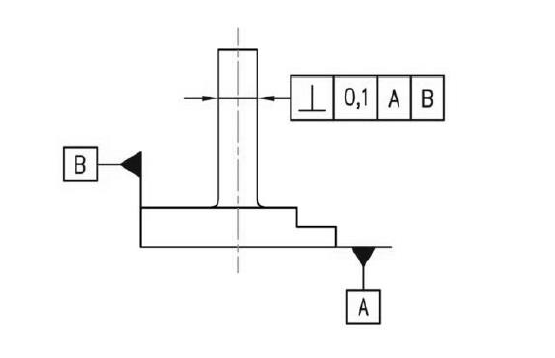
Rys. 6. Prostopadłość prostej względem płaszczyzny.

## Nachylenie
Nachylenie jest definiowane analogicznie do prostopadłości (prostopadłość jest szczególnym przypadkiem nachylenia, gdy kąt nachylenia jest kątem prostym). Przypadek nachylenia płaszczyzn przedstawia rys. 7.

Nachylenie
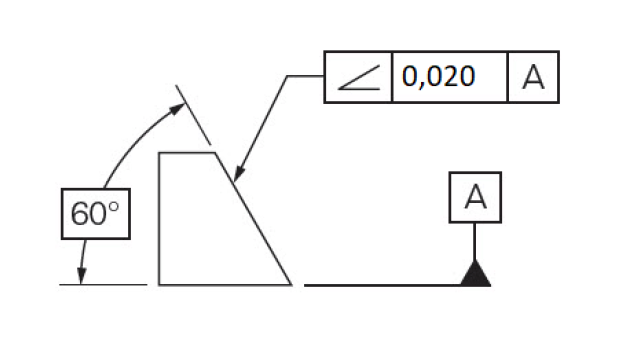
Rys. 7. Nachylenie płaszczyzn.
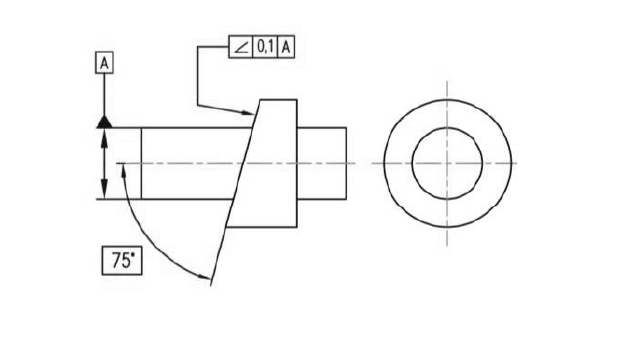
Rys. 8. Nachylenie płaszczyzny względem osi.
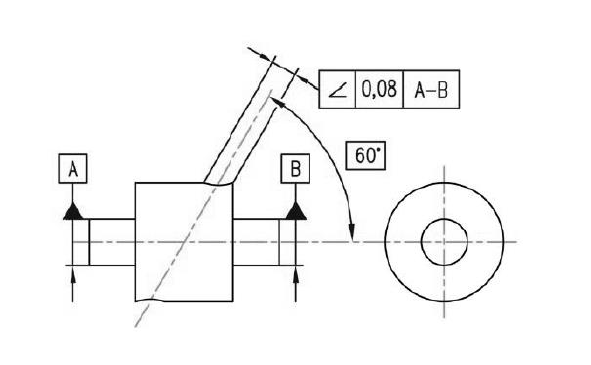
Rys. 9. Nachylenie osi względem osi.

## Profil linii
Profil linii wyznaczają obwiednie okręgów o średnicy równej wartości tolerancji których środki znajdują się na zarysie teoretycznym. Kierunek (orientacja) pola tolerancji jest zdefiniowany przez wskazaną bazę, położenie nie jest określone. Oznacza to że w celu sprawdzenia wymagania pole tolerancji może być względem zaobserwowanego zarysu przemieszczane w górę lub w dół oraz w prawo lub w lewo przy zachowaniu właściwego kierunku (równoległości) względem bazy. Przypadek profilu linii przedstawia rysunek 10.

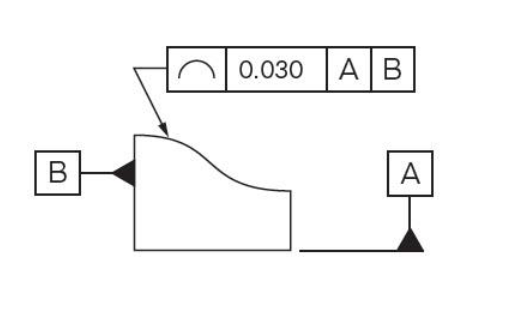
Rys. 10. Profil linii

## Profil powierzchni
Profil powierzchni wyznaczają obwiednie kul o średnicy równej wartości tolerancji, których środki znajdują się na powierzchni teoretycznej. Kierunek (orientacja) pola tolerancji wynika ze wskazanej bazy, położenie nie jest określone (w ramce tolerancji wskazuje się jedną bazę). Oznacza to że w celu sprawdzenia wymagania pole tolerancji może być względem zaobserwowanej powierzchni przemieszczane przy zachowaniu właściwego kierunku względem bazy.

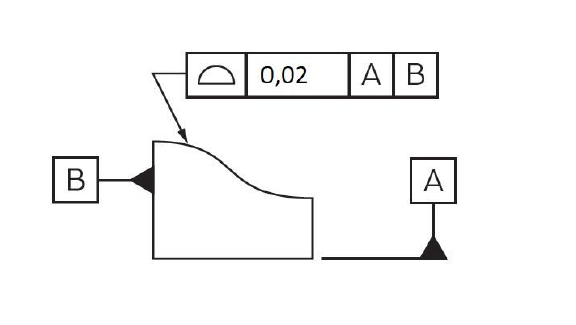
Rys. 11. Profil powierzchni